# Hamngrundet, Helsingfors
Hamngrundet, finska: Satamakari, är en ö i Finland. Den ligger i Finska viken och i kommunen Helsingfors i landskapet Nyland, i den södra delen av landet. Ön ligger nära Helsingfors.
Öns area är 1,7 hektar och dess största längd är 280 meter i sydväst-nordöstlig riktning.